# Bank Mendes Gans
O Bank Mendes Gans (BMG) é um banco holandês especializado em serviços internacionais de gerenciamento de caixa. Fundada em 1883 e localizada no centro de Amsterdã, na Holanda, a BMG é uma subsidiária operada de forma independente do ING Group (como parte do Wholesale Banking).

## Atividade
O Bank Mendes Gans é um nicho de renome mundial na área de liquidez e gerenciamento de informações para grandes multinacionais. A empresa é um dos mais importantes especialistas em gerenciamento de caixa do mundo. A atividade principal do BMG é administração de caixa.
O Bank Mendes Gans possui cerca de 250 clientes, metade deles nos EUA. O McDonald's é um cliente do banco, e também da China International Marine Containers.

## História
Na época em que Julius Gans, nascido em Amsterdã, fundou sua corretora Gans & Co. em 1883, ele negociava principalmente ações, rascunhos e cupons estrangeiros. Seis anos depois, em 23 de maio de 1889, Isaak Mendes (de origem judaica portuguesa) ingressou na empresa como sócio. Consequentemente, o nome da corretora mudou para Mendes Gans & Co.
Em 1911, a Mendes Gans & Co. mudou para um banco licenciado (sob supervisão e licenciado pelo Banco Central Holandês "De Nederlandsche Bank"). Naqueles dias, a empresa estava envolvida principalmente no gerenciamento do portfólio de investimentos de indivíduos holandeses ricos.
Após a Primeira Guerra Mundial, o banco mudou-se para o Herengracht 619, uma residência imponente construída em 1667 por ordem de Jan Six (1618), ex-prefeito de Amsterdã. O edifício foi projetado pelo arquiteto Adriaan Dortsman. O banco ainda está localizado nessas instalações.
Com orientação da empresa e acionista norte-americana Dow Chemical, Mendes Gans focou na gestão de caixa nos anos sessenta. Isso, conseqüentemente, após a alienação do negócio de corretagem (para o ING), levou a uma maior especialização como banco de gerenciamento de caixa.
Como resultado da ocupação nazista da Holanda, Isaak Mendes fugiu durante os agitados 'dias de maio' de 1940 para o sul da França, onde morreu na pobreza aos 70 anos antes do fim da guerra. O sócio e cofundador Julius Gans morreu em 1928 aos 65 anos.

## Acionista ING Bank N.V.
O ING Bank N.V. adquiriu gradualmente 99% das ações da BMG dos principais acionistas Philips Finance Company, Fabricantes Hanover Trust (atualmente JP Morgan Chase) e Dow Chemical. No início de 2000, foi tomada a decisão de retirar a lista do Bank Mendes Gans N.V. da Bolsa de Valores de Amsterdã (AEX-Effectenbeurs/Euronext Amsterdam) em 1º de fevereiro de 2000. Ao encerrar a cotação, a Bolsa de Amsterdã não apenas perdeu um de seus fundos mais caros (as ações foram avaliadas em mais de 20.000 florins holandeses - mais de 9.000 euros), mas também uma das mais antigas.

Com seu próprio Conselho de Administração, Conselho Fiscal, licença bancária e relatório anual, o BMG é uma unidade de negócios com operação independente do ING Commercial Banking. 